# ピーク・レコード
ピーク・レコード (Peak Records) は、1994年にザ・リッピントンズのリーダーであるラス・フリーマンとアンディ・ハワードによって設立されたコンテンポラリー・ジャズ・レーベル。
2000年よりコンコード・レコード傘下となり、2001年よりeOne Musicとパートナーシップを結んでいる。
日本国内盤はビクターエンタテインメントから発売されていたが、2006年に親元のコンコードの配給元がユニバーサル・ミュージックになったため、国内盤もユニバーサル・ミュージック・ジャパンに移行している。

## 沿革
- 1994年 ラス・フリーマンとアンディ・ハワードによってGRPレコード内に設立。初期はフリーマン自身のレーベルとして設立された。
- 1996年 フリーマンのバンド、ザ・リッピントンズの結成10周年を期にウィンダム・ヒル・レコード傘下となる。
- 2000年 ウィンダム・ヒルはジャズ部門を解散、これに伴いジャズのインデペンデント・レーベル、コンコード・レコード傘下となる。アーティストと契約をし始める。

## 主なミュージシャン
- O'2L
- ウィル・ダウニング
- エリック・マリエンサル
- エリック・ダリウス
- カサンドラ・リード
- ガトー・バルビエリ
- グレン・ジョーンズ
- ジェフ・ローバー
- ジェラルド・アルブライト
- シャンテ・ムーア
- デイヴィッド・ベノワ
- デイヴィッド・パック
- ノーマン・ブラウン
- ピーター・ホワイト
- ピーボ・ブライソン
- ブラクストン・ブラザーズ
- フィル・ペリー
- ポール・テイラー
- ポール・ブラウン
- マーク・アントワン
- ラス・フリーマン
- ラトーヤ・ロンドン
- ザ・リッピントンズ
- リー・リトナー
- レジーナ・ベル